# チュニジア文学
チュニジア文学には二つの様式が存在する。フランス語文学とアラビア語文学である。アラビア語文学の存在は7世紀にアラブ文明がこの地に到達した時にまで遡る。アラビア語文学は1881年のフランス保護領化に続いて導入されたフランス文学よりも、質的にも量的にも重要である。国民出版目録では、2002年のチュニジアでは1,249冊の非学術書が出版され、内885冊はアラビア語の題が付けられていた。これらの内おおよそ1/3が子供向けである。
2003年には、300万チュニジア・ディナールの国家予算が文芸支援のために捧げられた。約100社の私営出版社が事実上全ての本を出版している。

## アラビア語文学
アラビア語文学の人物には150本以上のラジオ脚本と500以上の詩、歌、15の戯曲を書いたアリ・ドゥアーギが挙げられる 。ベシール・ハリーフは1930年代にアラビア語小説に新たな生命を与え、チュニジア方言いよる会話を含んだ最初の短編でスキャンダルを巻き起こした 。その他文学者としてはモンセフ・ガーシェム、ハサーン・ベン・オスメン、ハビーブ・セルミ、ワリード・ソリマン、マフムード・メサーディなどが挙げられる。チュニジアの詩は順応的ではなく革新的であり、アブー・エル・カセム・シェビの言語はアラビア文学の想像力の欠如に反対した。

## フランス語文学
チュニジアのフランス語文学は、厳密に言えば、20世紀に始まった。当初、マフムード・アスランやサラー・ファルハトのようなアラブ・ムスリムの作家のみならず、ユダヤ系（リヴェル・ベナータル、セサール・ベナータル）、イタリア系、そしてマルタ系（マリウス・スカレッシ）でさえ力を持った。フランス語文学はパリをモデルにしたやり方でチュニジア文学生活を想像したチュニジアに住むフランス人によって花開いた。
今日、チュニジアのフランス語文学は批評的アプローチによって特徴付けられている。チュニジア文学が早死を運命づけられていると予言したアルベール・メンミの悲観主義 を、アブデルワハブ・メデブやタハール・ベキリ、ムスタファ・トゥリリ、ヘーレー・ベージ、アイメン・ハセン、ファウージー・メラーのようなチュニジアの作家は広く乗り越えている。放浪、追放、断絶などが彼等の作品の傑出したテーマである。

## 脚註
1. 1 2  （フランス語）"La littérature tunisienne de langue française". Memoire Vive (project funded by le Fonds francophone des Inforoutes, Organisation internationale de la Francophonie).
2. ↑  "Culture of Tunisia". Everyculture.com.
3. 1 2 3 4  （フランス語）"Le Livre culturel" Archived 2005年12月29日, at the Wayback Machine.. Tunisian Ministry of Culture.
4. 1 2 3 4  （フランス語）"Les Arts" Archived 2011年10月7日, at the Wayback Machine.. Tangka guide to Tunisia.